# Spoorlijn 217
Spoorlijn 217 is een Belgische industrielijn in de haven van Gent. De lijn loopt vanaf de aftakking Y Noord Everstein aan lijn 55A langs de Ringvaart tot aan de sluis bij Evergem. De spoorlijn is 4,1 km lang.

## Aansluitingen
In de volgende plaats is er een aansluiting op de volgende spoorlijn:
Y Noord-Everstein
Spoorlijn 55 tussen Gent-Sint-Pieters en Terneuzen